# Assling (Austria)
Assling – gmina w Austrii, w kraju związkowym Tyrol, w powiecie Lienz. Według Austriackiego Urzędu Statystycznego liczyła 1815 mieszkańców (1 stycznia 2015).